# ケプラー32d
ケプラー32d(英語:Kepler-32d)とは地球から見て、はくちょう座の方向に990光年離れたところにある赤色矮星、ケプラー32を公転している太陽系外惑星である。

## 特徴

### 物理的特徴
| 地球 | ケプラー32c |
| ---- | ----------- |
| 地球 | Exoplanet   |

この惑星はトランジット法により発見されたため、半径は地球の2.7倍であると分かっている。しかし、トランジット法では質量が正確に分からないためこの惑星の質量は不明である。温室効果などの大気の条件を考えないときの温度(平衡温度)は470 K(197 ℃)と推定されている。これは主星との距離が地球と太陽の間の約10分の1であり、近すぎるためである。この温度では居住に適した惑星とは言えない。

### 恒星
| 太陽 | ケプラー32 |
| ---- | ---------- |
| 太陽 | Exoplanet  |

主星ケプラー32はスペクトルM1VのM型主系列星、いわゆる赤色矮星で太陽よりも温度や光度は小さいがその代わりに寿命が長い。質量は太陽の58%、半径は太陽の53%と小さい。有効温度は3900 Kであり、5778 Kの太陽と比べると1900 K近く低い。

### 軌道
前述の通りこの惑星は主星のすぐ近くを公転しており、その距離は0.128 auである。そのため、公転周期も短く約23日で一周する。